# Selección femenina de fútbol del Reino Unido
La selección femenina de fútbol del Reino Unido es el equipo que representa al Reino Unido en los torneos de fútbol femenino en los Juegos Olímpicos. Normalmente, ningún equipo representa a todo el Reino Unido en el fútbol femenino, debido a que como equipos separados representan a Inglaterra, Escocia, Gales e Irlanda del Norte.
El fútbol femenino se introdujo en los Juegos Olímpicos de Atlanta 1996, sin embargo Reino Unido no participó en ese momento. Para los Juegos Olímpicos de Londres 2012 se creó un equipo de fútbol para ocupar el lugar de clasificación automática de la nación anfitriona. Tras un acuerdo entre la Asociación Olímpica Británica y La Asociación del Fútbol, que opera el equipo de Inglaterra, la FA seleccionó al equipo británico, que podría incluir jugadoras de todo el Reino Unido. El equipo alcanzó los cuartos de final, perdiendo ante Canadá.
La FIFA declaró que no permitiría la entrada de un equipo británico en futuros Juegos Olímpicos a menos que las cuatro naciones estuvieran de acuerdo. No se llegó a ningún acuerdo antes de los Juegos Olímpicos de Río de Janeiro 2016, pero se llegó a un acuerdo para los Juegos Olímpicos de Tokio 2020. Reino Unido se clasificó para ese torneo después de que Inglaterra se aseguró uno de los tres primeros lugares entre los equipos europeos en la Copa Mundial Femenina de Fútbol de 2019.

## Historia
Se formó en 2009 y ese mismo año jugó su primera competición en la Universiada de 2009 en Belgrado y en esta competición consiguió la medalla de bronce.

## Juegos Olímpicos de 2012
Jugó en los Juegos olímpicos de 2012 como la selección del país anfitrión. El 20 de octubre de 2011, se anunció que Hope Powell había sido elegida como la entrenadora del equipo, afirmando que era "un privilegio" para liderar a la selección y una "oportunidad fantástica" para el fútbol femenino británico. Durante la preparación previa a los Juegos Olímpicos, Gran Bretaña empató en el partido contra Suecia, tras el cual Powell dijo que su equipo "aprendió algunas lecciones valiosas". El equipo hizo su debut en el torneo de fútbol olímpico el 25 de julio en el partido contra Nueva Zelanda, el cual ganó 1-0 gracias al gol de Stephanie Houghton.

### Partidos
Amistoso
| 20 de julio de 2012, 16:00 | Reino Unido | 0–0     | Suecia | Millennium Stadium, Cardiff, Gales |                                |
|                            |             | Reporte |        | Árbitro(s): Florence Guillemin     | Árbitro(s): Florence Guillemin |

Fase de grupos
| 25 de julio de 2012, 16:00 | Reino Unido  | 1–0     | Nueva Zelanda | Millennium Stadium, Cardiff, Gales                                      |                                                                         |
|                            | Houghton 64' | Reporte |               | Asistencia: 24,445 espectadores Árbitro(s): Kari Seitz (Estados Unidos) | Asistencia: 24,445 espectadores Árbitro(s): Kari Seitz (Estados Unidos) |

| 28 de julio de 2012, 17:15 | Reino Unido                            | 3-0     | Camerún | Millennium Stadium, Cardiff, Gales                                      |                                                                         |
|                            | Stoney 18', J. Scott 23', Houghton 82' | Reporte |         | Asistencia: 31,141 espectadores Árbitro(s): Hong Eun-Ah (Corea del Sur) | Asistencia: 31,141 espectadores Árbitro(s): Hong Eun-Ah (Corea del Sur) |

| 31 de julio de 2012, 19:15 | Reino Unido | 1-0     | Brasil | Wembley Stadium, Londres                                                |                                                                         |
|                            | Houghton 2' | Reporte |        | Asistencia: 70,584 espectadores Árbitro(s): Carol Anne Chenard (Canadá) | Asistencia: 70,584 espectadores Árbitro(s): Carol Anne Chenard (Canadá) |

Cuartos de final
| 3 de agosto de 2012, 19:30 | Reino Unido | 0-2 | Canada                   | City of Coventry Stadium, Coventry                                    |                                                                       |
|                            |             |     | Sinclair 12' Filigno 26' | Asistencia: 28,828 espectadores Árbitro(s): Sachiko Yamagishi (Japón) | Asistencia: 28,828 espectadores Árbitro(s): Sachiko Yamagishi (Japón) |

## Estadísticas

### Juegos Olímpicos
| Edición | Ronda            | Posición     | PJ           | PG           | PE           | PP           | GF           | GC           |
| ------- | ---------------- | ------------ | ------------ | ------------ | ------------ | ------------ | ------------ | ------------ |
| 1996    | No participó     | No participó | No participó | No participó | No participó | No participó | No participó | No participó |
| 2000    | No participó     | No participó | No participó | No participó | No participó | No participó | No participó | No participó |
| 2004    | No participó     | No participó | No participó | No participó | No participó | No participó | No participó | No participó |
| 2008    | No participó     | No participó | No participó | No participó | No participó | No participó | No participó | No participó |
| 2012    | Cuartos de Final | 5.º          | 4            | 3            | 0            | 1            | 5            | 2            |
| 2016    | No participó     | No participó | No participó | No participó | No participó | No participó | No participó | No participó |
| 2020    | Cuartos de Final | 5.º          | 4            | 2            | 1            | 1            | 7            | 5            |
| 2024    | No clasificó     | No clasificó | No clasificó | No clasificó | No clasificó | No clasificó | No clasificó | No clasificó |
| Total   | 2/7              | 5.º          | 8            | 5            | 1            | 2            | 12           | 7            |

## Última convocatoria
Convocatoria para los Juegos Olímpicos de Tokio 2020. La portera Karen Bardsley se retiró debido una lesión y fue reemplazada por Carly Telford.
Entrenadora:  Hege Riise
| No. | Pos. | Jugadora                     | Fecha de nacimiento (edad)         | Apa. | Goles | Club              |
| --- | ---- | ---------------------------- | ---------------------------------- | ---- | ----- | ----------------- |
| 1   | POR  | Ellie Roebuck                | 23 de septiembre de 1999 (21 años) | 3    | 0     | Manchester City   |
| 2   | DEF  | Lucy Bronze                  | 28 de octubre de 1991 (29 años)    | 3    | 0     | Manchester City   |
| 3   | DEF  | Demi Stokes                  | 12 de diciembre de 1991 (29 años)  | 3    | 0     | Manchester City   |
| 4   | MED  | Keira Walsh                  | 8 de abril de 1997 (24 años)       | 2    | 0     | Manchester City   |
| 5   | DEF  | Steph Houghton (co-capitana) | 23 de abril de 1988 (33 años)      | 7    | 3     | Manchester City   |
| 6   | MED  | Sophie Ingle (co-capitana)   | 2 de septiembre de 1991 (29 años)  | 3    | 0     | Chelsea           |
| 7   | DEL  | Nikita Parris                | 10 de marzo de 1994 (27 años)      | 3    | 0     | Arsenal           |
| 8   | MED  | Kim Little (co-capitana)     | 29 de junio de 1990 (31 años)      | 8    | 0     | Arsenal           |
| 9   | DEL  | Ellen White                  | 9 de mayo de 1989 (32 años)        | 7    | 3     | Manchester City   |
| 10  | DEL  | Fran Kirby                   | 29 de junio de 1993 (28 años)      | 1    | 0     | Chelsea           |
| 11  | MED  | Caroline Weir                | 20 de junio de 1995 (26 años)      | 3    | 0     | Manchester City   |
| 12  | DEF  | Rachel Daly                  | 6 de diciembre de 1991 (29 años)   | 3    | 0     | Houston Dash      |
| 13  | POR  | Carly Telford                | 7 de julio de 1987 (22 años)       | 0    | 0     | Chelsea           |
| 14  | DEF  | Millie Bright                | 21 de agosto de 1993 (27 años)     | 2    | 0     | Chelsea           |
| 15  | DEL  | Lauren Hemp                  | 7 de agosto de 2000 (20 años)      | 2    | 0     | Manchester City   |
| 16  | DEF  | Leah Williamson              | 29 de marzo de 1997 (24 años)      | 2    | 0     | Arsenal           |
| 17  | DEL  | Georgia Stanway              | 3 de enero de 1999 (22 años)       | 3    | 0     | Manchester City   |
| 18  | MED  | Jill Scott                   | 2 de febrero de 1987 (34 años)     | 8    | 1     | Manchester City   |
| 19  | DEL  | Niamh Charles                | 21 de junio de 1999 (22 años)      | 0    | 0     | Chelsea           |
| 20  | DEL  | Ella Toone                   | 2 de septiembre de 1999 (21 años)  | 1    | 0     | Manchester United |
| 21  | DEF  | Lotte Wubben-Moy             | 11 de enero de 1999 (22 años)      | 0    | 0     | Arsenal           |
| 22  | POR  | Sandy MacIver                | 18 de junio de 1998 (23 años)      | 0    | 0     | Everton           |

## Historial

### Jugadoras con más partidos
Jugadoras actuales en negrita.
| # | Nombre         | Juegos Olímpicos | Partidos | Goles |
| - | -------------- | ---------------- | -------- | ----- |
| 1 | Kim Little     | 2012, 2020       | 9        | 0     |
| 1 | Jill Scott     | 2012, 2020       | 9        | 1     |
| 3 | Steph Houghton | 2012, 2020       | 8        | 3     |
| 3 | Ellen White    | 2012, 2020       | 8        | 6     |
| 5 | Eniola Aluko   | 2012             | 5        | 0     |
| 5 | Anita Asante   | 2012             | 5        | 0     |
| 5 | Karen Bardsley | 2012             | 5        | 0     |
| 5 | Karen Carney   | 2012             | 5        | 0     |
| 5 | Alex Scott     | 2012             | 5        | 0     |
| 5 | Casey Stoney   | 2012             | 5        | 1     |
| 5 | Fara Williams  | 2012             | 5        | 0     |
| 5 | Rachel Yankey  | 2012             | 5        | 0     |

### Máximas goleadoras
Jugadoras actuales en negrita.
| # | Nombre         | Juegos Olímpicos | Partidos | Goles | Media |
| - | -------------- | ---------------- | -------- | ----- | ----- |
| 1 | Ellen White    | 2012, 2020       | 8        | 6     | 0.5   |
| 2 | Steph Houghton | 2012, 2020       | 8        | 3     | 0.43  |
| 3 | Casey Stoney   | 2012             | 5        | 1     | 0.2   |
| 3 | Jill Scott     | 2012, 2020       | 7        | 1     | 0.14  |

### Entrenadoras
Actualizado a los partidos jugados el 30 de julio de 2021
| Entrenadora | Juegos Olímpicos | PJ | PG | PE | PP | Victorias % | Resultados                      |
| ----------- | ---------------- | -- | -- | -- | -- | ----------- | ------------------------------- |
| Hope Powell | 2012             | 5  | 3  | 1  | 1  | 60          | Londres 2012 – Cuartos de final |
| Hege Riise  | 2020             | 4  | 2  | 1  | 1  | 50,00       | Tokyo 2020                      |